# Very Nice, Very Nice
Very Nice, Very Nice ist ein kanadischer experimenteller Kurzfilm von Arthur Lipsett aus dem Jahr 1961.

## Handlung
Der Film ist eine Collage aus Tonfragmenten und Bildern, die sich teilweise verbinden oder ironisch widerlegen. Sie zeigen den Alltag, aber auch Werbe- und Staraufnahmen sowie die Explosion einer Atombombe. Wiederkehrendes Element ist ein Händeklatschen, gefolgt von der Aussage „Bravo! Very nice, very nice.“ Kritiker befanden, dass der Film „eine Welt voller Informationen und Bilder beschwört, die jedoch arm an Bedeutung und gefüllt mit Sehnsucht sei“.

## Produktion
Very Nice, Very Nice war das Regiedebüt von Arthur Lipsett (1936–1986), der seit 1958 beim National Film Board of Canada als Animator arbeitete. Der Film setzt sich aus Fragmenten von Werbefilmen, Dokumentationen, aber vor allem Aufnahmen zusammen, die das NFB ausgesondert hatte. Die schnell geschnittenen Filmfragmente – überwiegend Standbilder – werden von einer Toncollage unterlegt, die aus im Sommer 1961 in den Schneideräumen des NFB gesammelten Bänderresten bestand. Sie bildete zudem den Anfang von Lipsetts Arbeit am Film, da die Filmaufnahmen nach Zusammenschnitt der Tonspur zusammengesetzt wurden. Er selbst sagte, dass der Film ursprünglich nur ein Tonexperiment war.  Die Gesamtkosten des Films beliefen sich auf rund 500 Dollar.

## Auszeichnungen
Very Nice, Very Nice wurde 1962 für einen Oscar in der Kategorie Bester Kurzfilm nominiert.